# Pyrinia strigularia
Pyrinia strigularia är en fjärilsart som beskrevs av Jones 1921. Pyrinia strigularia ingår i släktet Pyrinia och familjen mätare. Inga underarter finns listade.